# Секидневний новинар
„Секидневний новинар“ (Le nouvelliste quotidien) е първият български всекидневен информационен вестник.
Издаван е в Букурещ в периода 6 април – 5 юни 1877 г. Редактори са Павел Бобеков, Иван Адженов, Михаил Тенев. Публикува информация на френската телеграфна агенция „Хавас“.
Сред задачите на всекидневника е да информира за развитието на Руско-турската война от 1877 – 1878 г.